# حوت صائب جنوبي
الحوت الصائب الجنوبي أو بال الجنوب (بالإنجليزية:  Southern Right Whale)‏ (باللاتينية: Eubalaena australis) هو حوت باليني، وأحد الأعضاء الثلاثة التي تنتمي إلى جنس الحيتان الصائبة. تنتشر الحيتان الصائبة الجنوبية في المناطق الجنوبية من النصف الجنوبي للكرة الأرضية.
كبقية الحيتان الصائبة، للحوت الصائب الجنوبي أجزاء متصلبة وبارزة من جلده - والتي اكتسبت لونها الأبيض لوجود مستعمرات من قمل الحيتان، ظهر عريض يفتقر لوجود زعنفة ظهرية، وفم مقوس يبدأ من أعلى العينين. أما بالنسبة للون، فيتراوح بين الأسود والرمادي الداكن، وقد توجد بعض البقع البيضاء في البطن. يتراوح طول الحوت الصائب الجنوبي ما بين 11 إلى 18 متر، ويزن ما بين 25 إلى 88 طن تقريباً.
يصعب تمييز الحوت الصائب الجنوبي من النوعين الآخرين، فيما عدا بعض الاختلافات الطفيفة في شكل الجمجمة، لكن، قد تكون التصلبات الجلدية أقل على الرأس، وأكثر عند الفم السفلي.
للحيتان الصائبة الجنوبية سلوك مميز، متمثل في إخراجها لذيلها من الماء وتعريضها للهواء، ويعتقد بأنها طريقة للعب والترفيه.
بما أن الحوت الصائب الجنوبي من الحيتان البالينية، فهو يقوم بتصفية طعامه من الماء، فيتغذى بشكل أساسي على الكريل والعوالق، كما أن له بلعوماً ضيقاً يمنعه من ابتلاع المواد الكبيرة في الحجم.